# Зіньківська ковбаса
Зіньківська ковбаса — традиційна українська страва, родом із села Зіньків Хмельницького району Хмельницької області.
Найхарактерніша особливість цієї ковбаси є чорний колір і неповторний аромат, а також спосіб приготування, а саме —ретельне змішування компонентів. За традицією, виготовленням ковбаси у Зінькові займаються виключно жінки — різнички. Є частиною нематеріальної культурної спадщини України.

## Технологія приготування
Для приготування потрібне м'ясо без жилок, сіль, перець і часник. З них роблять фарш і додають воду, довго вимішують. Потім фарш набивають у добре очищені, тонкі свинячі кишки-ковбасянки, набивають начинку в кишки туго, щоб ковбаса не тріснула. Далі необхідно перев’язати ковбаси ниткою і коптити 4-5 годин у комині або у спеціальних діжках. В процесі ковбаси змащують кров’ю або кров'ю з водою, це повторюють тричі. Потім розпалюють у печі, витягують жар, стелять солому і допікають ковбасу. Готову ковбасу виймають і розкладають на рівній поверхні, повільно охолоджуючи.

## Культурна спадщина
Відповідно до Наказу № 38 н від 03.04.2019 «Зіньківська ковбаса (чорна)» була включена до Хмельницького обласного переліку елементів нематеріальної культурної спадщини.

## Згадування у літературі
Згадується у книзі Миколи Шимиводи" Завірюха долі".

## У ЗМІ
24 серпня 2022 року служба суспільного мовлення Суспільне Хмельницький зняла сюжет про виробництво зіньківської ковбаси під час війни.